# مالوموکاچوو
مالوموکاچوو (انگلیسی: Malomukachevo) یک شهرک در شهرستان ملئوزوفسکی استان باشقیرستان کشور روسیه است.